# Trado
Trado (llamada oficialmente San Paio de Trado) es una parroquia y un lugar del municipio español de Puentedeva, en la provincia de Orense, Galicia.

## Toponimia
La parroquia también es conocida por el nombre de San Pelagio de Trado.

## Organización territorial
La parroquia está formada por once entidades de población:
- A Aldea
- A Corredoira
- A Igrexa
- A Venda
- Cima de Vila
- Cruceiro
- O Valiño
- Panoia
- Pedrosa
- Trado
- Trado Pequeno

## Demografía

### Parroquia
| Gráfica de evolución demográfica de Trado (parroquia) entre 2000 y 2023 |
|                                                                         |
| Datos según el nomenclátor publicado por el INE.                        |

### Lugar
| Gráfica de evolución demográfica de Trado (lugar) entre 2000 y 2023 |
|                                                                     |
| Datos según el nomenclátor publicado por el INE.                    |